# Artona albifascia
Artona albifascia är en fjärilsart som beskrevs av John Henry Leech 1898. Artona albifascia ingår i släktet Artona och familjen bastardsvärmare. Inga underarter finns listade i Catalogue of Life.